# Gesico
Gesico ist eine italienische Gemeinde in der Metropolitanstadt Cagliari in der Region Sardinien mit 728 Einwohnern (Stand 31. Dezember 2023).
Die Gemeinde liegt etwa 45 km nördlich von Cagliari und umfasst ein Gebiet von 25,6 km². Die Nachbargemeinden sind Escolca, Guamaggiore, Guasila, Mandas, Selegas, Suelli und Villanovafranca.
Gesico ist Sardiniens größter Schneckenzüchter. Der Ort ist einer von elf Gemeinden in Italien, der zur Förderung des Tourismus jährlich im Oktober eine „sagra della lumaca“ (Schneckenkirmes) abhält. Weil dieses Fest seit Einrichtung im Jahr 1992 mit dem Termin des Kirchweihfestes zusammenfällt, sind clowneske Auseinandersetzungen zwischen dem Bürgermeister und Pfarrer zur Tradition geworden. Durch die italienische Presse ging 2014 das skurrile „Rock-Dekret“ von Don Pretta.